# Chesapeake Bay retriever

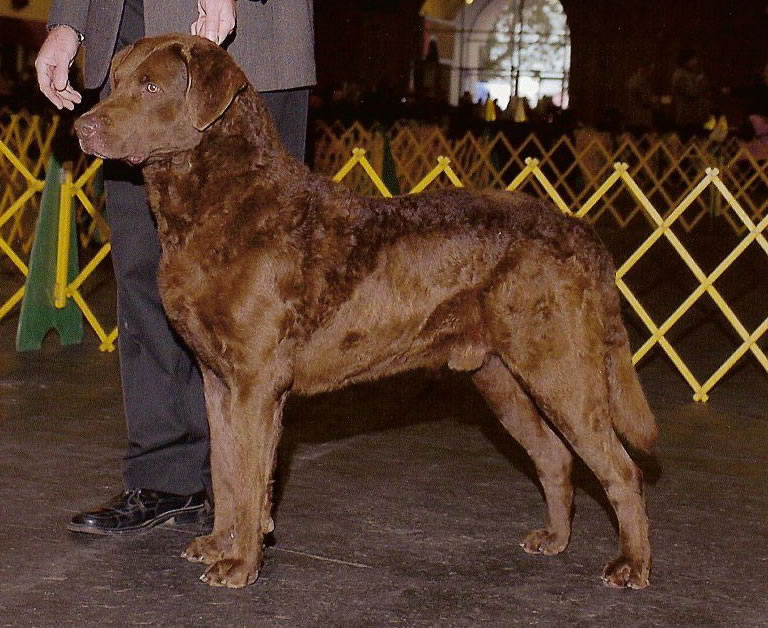
Chesapeake Bay retriever

El Chesapeake Bay retriever és una raça de gos que té el seu origen a la Badia de Chesapeake, a les costes de Maryland, a l'est dels Estats Units. Gos cobrador classificat en els grups de caça i esports per l'American Kennel Club. Històricament ha estat utilitzat per caçadors d'aquesta àrea per recuperar les aus aquàtiques, és sobretot un company de caça. És un gos de grandària mitjana a gran similar en aparença al Labrador retriever. El Chesapeake té un pelatge arrissat, en lloc del mantell llis del Labrador. Algunes de les seves característiques descrites són: bona disposició, coratge, voluntat de treball, estat d'alerta, intel·ligent i amor a l'aigua.

## Història
L'origen del Chesapeake Bay retriever es remunta a dos cadells que van ser rescatats d'un naufragi a Maryland el 1807. Un mascle anomenat «Sailor» i una femella anomenada «Canton» que van ser descrits com a gossos Terranova, però amb major precisió eren gossos de Sant Joan o Terranova menor. Tots dos vivien en diferents parts de la zona portuària i no hi ha constància que hagin produït alguna ventrada junts. A l'inici, la raça del gos perdiguer de la badia de Chesapeake va ser criada amb els gossos de la zona, amb major èmfasi en la capacitat de treball que en la morfologia. Hi ha pocs registres de les races d'aquests primers encreuaments, però es van incloure spaniel i gos molós. Els gossos d'ambdues ribes de la badia de Chesapeake van ser reconeguts com un dels tres tipus de Chesapeake Bay Ducking Dog el 1877. El 1918 un únic tipus, anomenat Chesapeake Bay retriever, va ser reconegut per l'American Kennel Club, i des de llavors s'han produït pocs canvis en l'estàndard de la raça. El 1964, va ser declarat el gos oficial de Maryland.

## Aparença

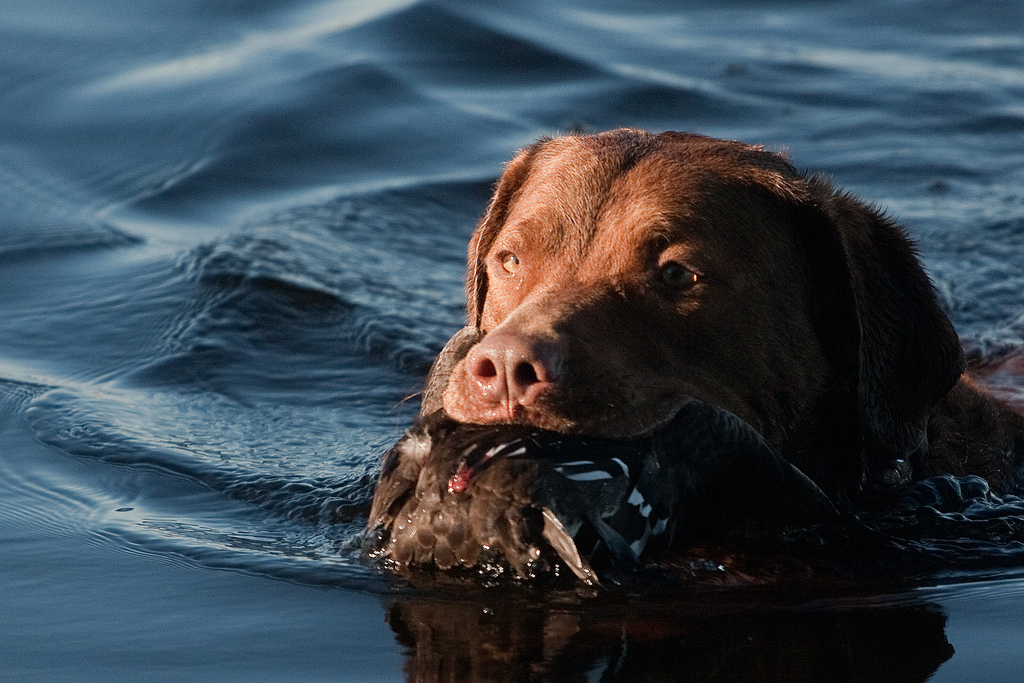
Una de les característiques distintives del Chesapeake retriever són els ulls molt clars, de color ambre.

Les característiques distintives inclouen: ulls molt clars, de color groguenc o ambre, quarts darrers tan alts o una mica més alts que les espatlles, i una doble capa de pèl que tendeix a ondular-se en les espatlles, el coll, l'esquena i el llom. El mantell és impermeable i és lleugerament greixós, i sovint està associat amb una lleugera olor almescada. Té tres colors bàsics: marró, que inclou totes les tonalitats de color marró fosc i profund. Juncia, que varia d'un groc vermellós fins a un color vermell brillant amb tons castanys, i marró en tots els seus matisos, que va des d'un bronzejat esvaït fins a un color palla mat.
La norma racial estableix que el blanc també pot aparèixer, però que ha de limitar-se al pit, abdomen i dits de les potes. El cap és rodó i ample, amb una parada al musell. Els bifis són prims, i les orelles són petites i de pell mitjana. Les potes davanteres han de ser rectes amb bon os. Les cambres posteriors són especialment fortes i els dits de les potes són palmats, ja que és important una excel·lent capacitat de nedar pel Chesapeake. Aquesta raça també és coneguda pel seu gran i poderós pit, utilitzat per trencar el gel quan busseja en aigua freda durant la caça d'ànecs.

## Cures del pelatge
La textura i l'espessor de la doble capa és important per a protegir el gos de l'aigua freda i les condicions de gel. L'oli de la capa externa dura i la llaneta interna resisteixen l'aigua, i mantenen el gos sec i tebi. El manteniment del mantell és mínim i consisteix principalment en un bon raspallat amb una carda de dent curta una vegada a la setmana. És difícil aconseguir que un perdiguer de Chesapeake es mulli completament, però ha de ser banyat cada 3-4 mesos amb un xampú suau adequat, després s'asseca completament. L'excés de raspallat o banys amb productes químics poden arruïnar la textura del mantell, ja que s'elimina l'oli protector de la capa externa i pot fins i tot treure la llaneta.

## Temperament

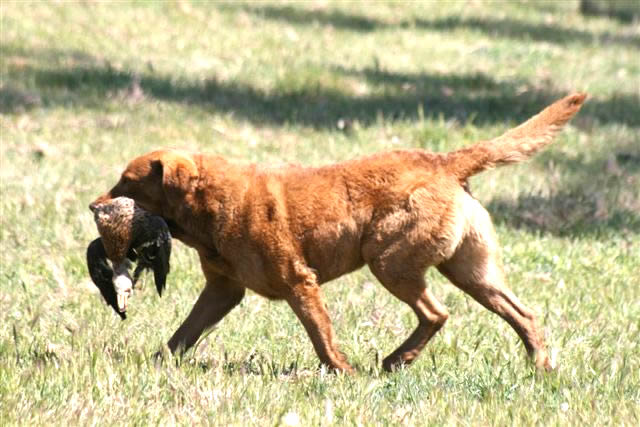
Un Chesapeake recuperant un ànec.

El Chesapeake retriever va ser criat per a la caça i recuperació a l'aigua. Ha de ser capaç de trencar el gel, i romandre per períodes llargs nedant en aigua freda i fins i tot bussejar després per recuperar les preses. A la seva terra natal se'l manté com un gos de caça, així com un gos guardià. La raça té una personalitat forta, mostra una conducta protectora i independent i no són tan fàcils de manejar, es van distingir per això de les altres races de gos cobrador.
Pot ser un excel·lent gos de família, sempre que sigui socialitzat adequadament i entrenat correctament. Amb la seva família humana desenvoluparà una relació molt estreta, no obstant això, segueix sent un gos que va ser criat pel treball. Alguns Chesapeakes són assertius i voluntariosos, i poden ser reservats amb els estranys.

## Ensinistrament
El Chesapeake és una raça versàtil que competeix en proves de camp, proves de caça, de conformació, d'obediència, agility i rastreig, no obstant això, es manté fidel a les seves arrels com a gos de caça de gran resistència i capacitat. Històricament es considerava un gos tossut i difícil d'entrenar, molts ensinistradors pensen que aquesta raça requereix més disciplina física que altres races retriever. Alguns entrenadors recomanen que l'amo d'un Chesapeake usi ensinistrament d'obediència diària consistent amb cert temps de joc abans i després, per mantenir al gos amb ganes de treballar i amb poca o cap disciplina física requerida.